# Cobos de Fuentidueña
Cobos de Fuentidueña is een gemeente in de Spaanse provincie Segovia in de regio Castilië en León met een oppervlakte van 13,85 km². Cobos de Fuentidueña telt 32 inwoners (1 januari 2016).

## Demografische ontwikkeling
Bron: INE, 1857-2011: volkstellingen